# Agnòsia visual
L'agnòsia visual també coneguda com a agnòsia òptica és una alteració en la qual es perd la capacitat de reconèixer objectes amb la vista sense tenir cap mena d'alteració visual o intel·lectual. És un dels molts tipus d'agnòsies existents, en aquest cas, centrada en la informació visual. Les persones que la pateixen són perfectament capaces d'identificar i descriure aquests mateixos objectes utilitzant una altra modalitat sensorial, com ara l'oïda o el tacte. Normalment, la causa d'aquesta incapacitat es deu a una lesió cerebral, concretament en el còrtex visual associatiu, mantenint intacte el còrtex visual primari, sent aquest últim el que ens permet veure. En el cas que hi hagués una lesió en el còrtex visual primari estaríem parlant d'una ceguera cortical, no d'una agnòsia.
En 1870, Finkelnburg va utilitzar el terme asimbòlia per definir el defecte en el reconeixement de símbols convencionals. Al 1890 gràcies a un experiment amb gossos on se'ls va sotmetre a ablacions parcials del lòbul occipital, Hermann Munk va diferenciar ceguesa psíquica (defectes en la interpretació dels estímuls visuals) i ceguesa cortical (pèrdua de la sensació visual). Al 1890 Heinrich Leissaur va diferenciar la ceguesa psíquica en aperceptiva, per referir-se a la percepció visual bàsica i en associativa per referir-se a la capacitat per evocar les representacions de la ment. Més tard, Freud al 1891 va introduir la denominació d'agnòsia, entesa aquesta com un trastorn en el reconeixement perceptiu. El terme "Agnòsia" finalment es va imposar.

## Fisiopatologia
L'agnòsia visual es produeix a conseqüència d'una lesió situada a l'escorça visual associació. Els símptomes de la lesió es manifesten encara que no es produeixi dany en els ulls o en el tracte òptic que és qui s'encarrega de duu la informació cap a l'escorça visual situada al lòbul occipital.

Via dorsal va des del còrtex occipital va cap el cortex parietal (zona verda). Via ventral va des del còrtex occipital al temporal (zona lila)

Cada ull projecta la informació a una capa magnocel·lular (responsable d'aportar informació sobre la profunditat i el moviment, és a dir, tenir interpretació global de la percepció espacial) i a una o dues capes parvocel·lulars (capten contorns i colors), aquestes capes es manten en l'àrea visual primària i en altres més complexes com l'àrea Mt relacionada amb el moviment. L'escorça visual primària (V1 o àrea 17 de Brodmann), també anomenada escorça estriada, és l'encarregada d'analitzar les imatges que arriben des de la retina, obtenint les característiques estructurals (color, forma, mida, etc.) dels estímuls per al seu posterior processament. De l'àrea V1 parteixen dues grans projeccions de fibres que es distribueixen per altres regions corticals.
Les projeccions de fibres que es dirigeixen cap al lòbul parietal, segueixen un camí dorsal (sistema magnocel·lular). El lòbul parietal està relacionat amb la percepció i l'orientació espacial. Es denomina la via de l'on, és essencial per controlar l'acció. La lesió en aquest tipus de fibres dona lloc a alteracions en la percepció espacial que són les que guien el moviment que es vol executar una acció.
Les projeccions de fibres que es dirigeixen cap al lòbul temporal, segueixen un camí ventral. El lòbul temporal està especialitzat amb la visiopercepció, sent així imprescindible pel reconeixement. Es denomina la via del que. Els danys en la via ventral afecten la capacitat de reconèixer certes categories d'informació visual, com seria el cas de la prosopagnosia.
La majoria de les agnòsies visuals es produeixen en les àrees associatives V2 i V3, que corresponen amb les àrees 18 i 19 de Brodmann.

## Símptomes
Habitualment l'agnòsia visual es presenta com una inhabilitat per reconèixer un objecte a partir de la seva forma en absència d'altres explicacions, com per exemple ceguera, ceguera parcial, anòmia, etc. Altres manifestacions comunes de l'agnòsia visual és la dificultat per reconèixer objectes semblants en forma, dificultat per identificar objectes des d'una perspectiva poc comú, com per exemple un bolígraf vist des de la punta o un cavall cap per avall.
Encara que en la majoria de casos d'agnòsia visual té lloc en persones d'una edat avançada amb una lesió cerebral important, també s'han documentat casos en nens que presenten aquests símptomes després de sofrir una lesió cerebral no tan greu durant els anys de desenvolupament.

## Classificació
L'any 1890 el neuròleg alemany Heinrich Lissauer va ser qui va conjecturar que el sentit de la visió era un procés dual i, per tant, el va diferenciar en dos tipus d'agnòsies: l'aperceptiva i l'associativa.
L'agnòsia aperceptiva és un fracàs del reconeixement d'objectes fins i tot quan les funcions visuals bàsiques (agudesa, color, moviment) i altres processos mentals, com el llenguatge i la intel·ligència, són normals El cervell ha d'integrar correctament les vores, la intensitat lumínica i el color a partir de la informació sensorial per així poder formar una percepció completa d'un objecte, ja que la informació visual arriba fragmentada al cervell i s'han d'unir per formar una percepció que poguem interpretar. Si es produeix un error durant aquest procés, la percepció d'un objecte no està completament formada i, per tant, aquest no es pot reconèixer.
Dins d'aquesta categoria podríem trobar un tipus d'agnòsia en la qual la persona és incapaç de formar una figura completa i separar-la del fons. Un exemple seria un pacient que va estudiar el neuropsicòleg alemany Glyn W. Humphreys amb pseudònim H.J.A. Aquesta persona era capaç de veure bé els detalls de l'objecte, o fins i tot ser capaç de dibuixar-lo, però no podia unir els detalls. En aquest cas, si se li presentava el dibuix d'un porc, no veia el porc, però sí les orelles, el morro, les potes i la cua. D'aquest tipus se'n diu agnòsia integrativa.
Per altra banda si els pacients poden percebre l'objecte, ja sigui per la seva habilitat de dibuixar o d'aparellar l'objecte, però no reconeix l'objecte que s'anomena, que es descriu o quan es demostra la funcionalitat d'aquest és a causa d'una agnòsia visual associativa.

### Categories de l'agnòsia visual
Les dues categories principals d'agnòsies visuals, són les següents:
- Agnòsia visual aperceptiva: és un deteriorament en el reconeixement de les propietats visuals bàsiques d'un objecte,[3][4] i, per tant, la no capacitat de tenir una percepció completa de l'estímul.[12]
- Agnòsia visual associativa: és un deteriorament en el reconeixement de la informació visual,[3] i, per tant, vol dir que l'estímul que es percep no té significat.[12]

#### Subcategoria d'agnòsia visual
- Agnòsia visual dels objectes: incapacitat per reconèixer o identificar objectes, encara que siguin quotidians.[9]
- Prosopagnòsia: incapacitat de reconèixer altres persones utilitzant únicament la seva informació facial.[13]
- Acromatòpsia: incapacitat de percebe els colors.[4]
- Acinetòpsia: pèrdua de l'habilitat de percebre el moviment visual.[14]
- Alèxia pura o alèxia sense grafia: incapacitat per llegir utilitzant la via visual, sí que poden llegir per la via tàctil (fer-li a la mà les lletres que hauria de llegir) o auditiva (lletregant la paraula).[4]
- La Síndrome de Balint: alteracions en la capacitat de dirigir la mirada cap als objectes de l'espai, dificultat i alternant la capacitat de cerca.[3]
- Agnòsia de les pantomimes: incapacitat per comprendre i reconèixer els gestos.[15]

## Avaluació neuropsicològica
Per realitzar una avaluació neuropsicològica de les agnòsies visuals prèviament s'ha de tenir en compte i saber diversos aspectes. A més a més de saber l'historial mèdic i neuropsicològic del pacient, també s'ha de tenir en compte la situació funcional de les vies d'entrada perceptives i el canal sensorial de què depèn el reconeixement i la modalitat especifica avaluada.
Per altra banda, per l'avaluació neuropsicològica s'hauran d'utilitzar test o instruments. Aquest es poden dividir en test breus que tenen la finalitat discriminar de manera breu i superficial si el pacient pateix alguna patologia o està dintre de la normalitat. Després es poden utilitzar testos específics de funció que tenen com a objectiu avaluar la intensitat, severitat i característiques de la patologia.